# Włostowa
Włostowa (niem. Floste) – wieś w Polsce położona w województwie opolskim, w powiecie nyskim, w gminie Korfantów.
W latach 1975–1998 miejscowość administracyjnie należała do ówczesnego województwa opolskiego.

## Historia
Źródła pisane wzmiankowały ją po raz pierwszy w 1425 r. jako Vlost. Przeprowadzone badania archeologiczne wskazują na istnienie tu osady średniowiecznej datowanej na 1145 rok. Od średniowiecza aż do okresu międzywojennego panowały tu doskonałe warunki dla rozwoju rybołówstwa. W XIX i XX wieku istniał tu założony przez mieszkańców Włostowski Związek Kas Pożyczkowych.
Od końca XVIII w. wieś Floste posiadała własną pieczęć gminną, na której przedstawiono rybę (karp) skierowaną w prawo, wyskakującą nad powierzchnię wody, natomiast Woistrach po lewej stronie dom – kuźnia, po prawej topór ostrzem w dół.
Włostowa (Floste-Woistrach) dopiero w 1928 roku została przekształcona na samodzielną gminę o pełnej nazwie Włostowa - Wojstraż oraz na okręg gminny Włostowa - Wierzbie III (Nowy Folwark). Gmina liczyła 680 mieszkańców, 95 domów mieszkalnych oraz 1028 hektarów powierzchni. Ostatnim burmistrzem był tu rolnik Josef Juraschek.
Już w 1860 roku wieś posiadała szkołę z 3 klasami. Miejscowość w całości katolicka należała do parafii Korfantów, lecz położony przy niej folwark, wcześniej należący do Wierzbia, podlegał już parafii Wierzbie.
Przedsiębiorczość: stolarz (Gorke), rowery (Gornik), gospoda (Hampel, Komander), szewc (Klose), sklep z artykułami kolonialnymi (Nowottny), krawiec (Otschipka), młyn (Plischke), stolarz (Walke), rzeźnik (Wrzeciona). 
Rolnictwo: 8 gospodarstw rolnych powyżej 10 ha, 36 powyżej 5 ha, 48 poniżej 5 ha.
Dobra szlacheckie Włostowa wraz z folwarkiem, należące do dóbr pańskich Korfantów (hrabia Pückler-Burghauß), liczyły ponad 300 ha i zajmowały się hodowlą czarnego bydła nizinnego, merynosów oraz hodowlą karpia. 
Pierwsza wzmianka o Włostowej pochodzi z 1425 roku. W 1783 roku Wojstraż liczył 9 gospodarstw chłopskich i 6 zagrodniczych, Włostowa natomiast miała 10 gospodarstw chłopskich, 16 zagrodniczych i 5 chałupniczych, bez prawa dziedziczenia. Również młyn, który w 1945 został zburzony, a później na nowo odbudowany, wzmiankowany był już w 1783 roku. Część terytorium gminy stanowiły bagna, na których dawniej zakładano stawy z hodowlą karpia. Stawy te istniały, aż do czasu ich osuszenia. Istotną poprawę warunków glebowych przyniósł rok 1934, kiedy to Służba Pracy rozpoczęła regulację rzeki Ścinawy.
Włostowa została zajęta przez Rosjan 19 marca 1945 roku. Większa część mieszkańców pozostała w swojej ojczyźnie.

## Zabytki
Do wojewódzkiego rejestru zabytków wpisane są:
- młyn wodny, ob. elektryczny, z XIX/XX w.
- urządzenia hydrotechniczne.